# Ондер-е-Кондон
Ондер-е-Кондон (фр. Andert-et-Condon) насеље је и општина у источној Француској у региону Рона-Алпи, у департману Ен (Рона-Алпи) која припада префектури Belley.
По подацима из 2011. године у општини је живело 339 становника, а густина насељености је износила 48,85 становника/km². Општина се простире на површини од 6,94 km². Налази се на средњој надморској висини од 295 метара (максималној 374 m, а минималној 225 m).

## Демографија
| 1962. | 1968. | 1975. | 1982. | 1990. | 1999. | 2011. |
| ----- | ----- | ----- | ----- | ----- | ----- | ----- |
| 152   | 159   | 184   | 276   | 262   | 275   | 339   |

График промене броја становника у току последњих година